# Bazán
Amb el nom Bazán es coneix la companyia Empresa Nacional Bazán de Construcciones Navales amb seu central a Madrid, i dedicada majorment a la construcció de vaixells de guerra. Encara que també té altres branques com la construcció de turbines de vapor i estar associada amb altres companyies com CASA, Sener i Rolls Royce per crear la companyia ITP coneguda també com a Sociedad Industrial de Turbo Propulsores.

## Història
Tot va començar a mitjans del segle xvii, quan es va establir a ciutat de Ferrol (la Corunya), l'Arsenal de Ferrol, destinat a construir vaixells. Que ja consta que entre 1750 i 1800, s'havien "botat" (en argot mariner, posar un vaixell a l'aigua) 150 vaixells de tota classe, passant a continuació per una època de crisi, en què la construcció de vaixells, va decaure molt. Sobretot per la dificultat d'acomodar-se a la construcció de vaixells de ferro i moguts per vapor, continuant amb gestió estatal fins a 1909.
En 1850 es va crear la Factoria de Máquinas de Vapor a Ferrol, per abastir les màquines dels nous vaixells, que fou inaugurada en 1855 i no va ser fins a 1858, que no va sortir la primera màquina construïda en les drassanes de l'arsenal.
No va ser fins a 1880, que no es va començar a construir un vaixell de ferro, que no es va acabar fins a 1887, en què es va avarar. El problema residia en la necessitat de reestructurar les infraestructures de les drassanes. Serveix d'exemple el fet que el creuer Reina Regente, es posés a la grada en març de 1897, i deu anys més tard, encara estava en construcció.
És per axó que el 7 de gener de 1908 l'estat va cedir la gestió, a la Sociedad Española de Construcciones Navales, que va encarregar-se de la gestió de les drassanes de Ferrol i Cartagena, per la construcció de vaixells de guerra, fins a la Guerra civil espanyola.
No va ser fins a 1947, que amb l'ajuda de l'INI, es va constituir l'Empresa Nacional Bazán de Construcciones Navales Militares, S.A. que ja estava prevista des de la llei de l'11 de març de 1942.
En la història fins als nostres dies, hi ha de destacar tres èpoques ben marcades, a saber : Una primera que engloba els anys 1947 – 1960, en la que destaca la posta en funcionament i consolidació de l'empresa, amb la construcció de gran quantitat de vaixells menors. Una segona de 1961 – 1980, en la que destaca la construcció de grans vaixells, amb una profunda modernització de les drassanes, d'aquest període es poden destacar vaixells com les fragates Baleares, Andalucía, Cataluña, Astúrias, i Extremadura o el petrolier Alvaro de Bazán. La tercera es caracteritzaria, pel definitiu abandó de la construcció civil i per l'ampliació de mires cap a projectes de caràcter mixt (militars i civils) i la nova creació d'empreses vinculades. Així val la pena destacar que en el juliol de l'any 2000, el govern, autoritza la integració amb el grup de drassanes civils integrades en el grup Astilleros Españoles S.A. donant com a resultat l'empresa Empresa Nacional Bazán de Construcciones Navales, amb l'aprovació explicita de la Comissió Europea, per poc després absorbir les drassanes de la ria de Ferrol, les drassanes Astano, i constituir el grup IZAR. A part d'altres fusions com la ja comentada a l'inici d'aquest article.

## Principals vaixells construïts
- Mac-Mahon (1880 – 1887)
- Reina Regente (1897 – després de 1907)
- Alfoso XIII (1897 -)
- Cardenal Cisneros (1903 -)
- Creuers España, Alfoso XIII i Jaime I (1910 -1937)
- Fragates Baleares, Andalucía, Cataluña, Astúrias i Extremadura (1970)
- Alvaro de Bazán (1971)
- Portaavions Principe de Astúrias (1982)
- Fragates Santa Maria, Victória, Numáncia i Reina Sofía (1986 -1990)
- Fragates Navarra i Canarias (1991 – 1993)
- Portaavions Chakri Naruebet
- Vaixell d'aprovisionament de combat Patiño (1994)
- Embarcació d'assalt amfibi Galicia (1998)